# Lav XI.
Lav XI., lat. Leo PP. XI. (Firenca, 2. lipnja 1535. – Rim, 27. travnja 1605.), rođen kao Alessandro Ottaviano de' Medici, 232. poglavar Katoličke Crkve, papa od 1. travnja do 27. travnja 1605. godine.

## Raniji život
Alessandro Medici rodio se 2. lipnja 1535. godine u Firenci, od oca Ottaviana de' Medici (1484. – 1546.) i majke Francesce, rođene Salviati (1504.?). I otac i majka pripadali su sporednim granama obitelji Medici, a majčin brat bio je papa Lav X. Nakon što je kasno zaređen za svećenika, Cosimo I. de' Medici, nadvojvoda Velikog Vojvodstva Toskana poslao ga je 1569. godine, kao svog ambasadora kod pape Pija V. u Vatikan. U Rimu je Alessandro ostao punih petnaest godina. Godine 1573. papa Grgur XIII. postavio ga je za biskupa Pistoje, te 1574. za nadbiskupa Firence i kardinala 1583.
Papa Klement VIII. poslao ga je 1596. kao svog legata u Francusku na dvor Marije de' Medici koja je vladala kao regentica. U Francuskoj je Alessandro postao veliki prijatelj i sljedbenik propovjednika svetog Filipa Nerija (1515. – 1595.).

## Pontifikat
Alessandro Medici je izabran za papu na konklavi održanoj jedanaest dana nakon smrti pape Klementa VIII., 14. ožujka 1605. Na konklavi je sudjelovalo 62 kardinala. Favoriti među kandidatima za papu bili su veliki povjesničar Baronius i slavni kontroverzni isusovac Robert Bellarmine. Ali je čelnik talijanskih kardinala Aldobrandini, uz podršku francuskih kardinala uspio za papu izabrati Alessandra Medicija protiv želje španjolskog kralja Filipa III. Francuski kralj Henrik IV. je izjavio kako je potrošio 300.000 zlatnika za promociju Alessandrove kandidature.
Za papu je ustoličen 1. travnja 1605. godine pod imenom Lav XI., a u spomen na svog ujaka i prethodnika Lava X. Star gotovo 70 godina i već bolestan, Papa se jako prehladio prilikom ceremonije uvođenja u službu za rimskog biskupa u u bazilici sv. Ivana Lateranskog, te je naprasno umro nakon svega 26 dana pontifikata. Njegov pontifikat bio je toliko kratak da su ga nazvali "Papa Lampo" (Munjeviti papa)